# 2003-as atlétikai világbajnokság
A 2003-as atlétikai világbajnokságot Párizsban, Franciaországban rendezték augusztus 23. és augusztus 31. között. A vb-n 46 versenyszám volt.

## A magyar sportolók eredményei
Magyarország a világbajnokságon 21 sportolóval képviseltette magát.
Érmesek
| Érem      | Versenyző      | Versenyszám   | Dátum         |
| --------- | -------------- | ------------- | ------------- |
| Ezüstérem | Annus Adrián   | Kalapácsvetés | augusztus 25. |
| Ezüstérem | Fazekas Róbert | Diszkoszvetés | augusztus 26. |

## Éremtáblázat
| Helyezés | Nemzet                  | Arany | Ezüst | Bronz | Összesen |
| 1.       | Egyesült Államok        | 8     | 8     | 1     | 17       |
| 2.       | Oroszország             | 7     | 7     | 5     | 19       |
| 3.       | Franciaország           | 3     | 2     | 3     | 8        |
| 4.       | Etiópia                 | 3     | 2     | 2     | 7        |
| 5.       | Fehéroroszország        | 3     | 1     | 3     | 7        |
| 6.       | Svédország              | 2     | 1     | 2     | 5        |
| 7.       | Kenya                   | 2     | 1     | 1     | 4        |
| 7.       | Dél-afrikai Köztársaság | 2     | 1     | 1     | 4        |
| 9.       | Marokkó                 | 2     | 1     | 0     | 3        |
| 10.      | Görögország             | 1     | 1     | 2     | 4        |
| 11.      | Kuba                    | 1     | 1     | 0     | 2        |
| 12.      | Olaszország             | 1     | 0     | 2     | 3        |
| 13.      | Kanada                  | 1     | 0     | 1     | 2        |
| 14.      | Algéria                 | 1     | 0     | 0     | 1        |
| 14.      | Ausztrália              | 1     | 0     | 0     | 1        |
| 14.      | Dominikai Köztársaság   | 1     | 0     | 0     | 1        |
| 14.      | Ecuador                 | 1     | 0     | 0     | 1        |
| 14.      | Litvánia                | 1     | 0     | 0     | 1        |
| 14.      | Mexikó                  | 1     | 0     | 0     | 1        |
| 14.      | Mozambik                | 1     | 0     | 0     | 1        |
| 14.      | Lengyelország           | 1     | 0     | 0     | 1        |
| 14.      | Katar                   | 1     | 0     | 0     | 1        |
| 14.      | Saint Kitts és Nevis    | 1     | 0     | 0     | 1        |
| 24.      | Jamaica                 | 0     | 4     | 1     | 5        |
| 25.      | Spanyolország           | 0     | 3     | 2     | 5        |
| 26.      | Magyarország            | 0     | 2     | 0     | 2        |
| 27.      | Németország             | 0     | 1     | 3     | 4        |
| 27.      | Japán                   | 0     | 1     | 3     | 4        |
| 27.      | Ukrajna                 | 0     | 1     | 3     | 4        |
| 30.      | Egyesült Királyság      | 0     | 1     | 2     | 3        |
| 31.      | Brazília                | 0     | 1     | 0     | 1        |
| 31.      | Kamerun                 | 0     | 1     | 0     | 1        |
| 31.      | Csehország              | 0     | 1     | 0     | 1        |
| 31.      | Észtország              | 0     | 1     | 0     | 1        |
| 31.      | Írország                | 0     | 1     | 0     | 1        |
| 31.      | Trinidad és Tobago      | 0     | 1     | 0     | 1        |
| 31.      | Törökország             | 0     | 1     | 0     | 1        |
| 38.      | Bahama-szigetek         | 0     | 0     | 3     | 3        |
| 39.      | Kína                    | 0     | 0     | 2     | 2        |
| 40.      | India                   | 0     | 0     | 1     | 1        |
| 40.      | Kazahsztán              | 0     | 0     | 1     | 1        |
| 40.      | Hollandia               | 0     | 0     | 1     | 1        |
| 40.      | Szenegál                | 0     | 0     | 1     | 1        |
| Összesen | Összesen                | 46    | 46    | 46    | 138      |

## Érmesek
- WR – világrekord
- CR – világbajnoki rekord
- AR – kontinens rekord
- NR – országos rekord
- PB – egyéni rekord
- WL – az adott évben aktuálisan a világ legjobb eredménye
- SB – az adott évben aktuálisan az egyéni legjobb eredmény

### Férfi
| Versenyszám     | Arany | Arany       | Ezüst                                                                                                   | Ezüst       | Bronz                                                                                 | Bronz        |
| --------------- | --- | ----------- | --- | ----------- | ------------------------------------------------------------------------------------- | ------------ |
| 100 m           | Kim Collins · Saint Kitts és Nevis | 10,07       | Darrel Brown · Trinidad és Tobago                                                                       | 10,08       | Darren Campbell · Nagy-Britannia                                                      | 10,08 SB     |
| 100 m           | Az egész szezonban rossz formában szereplő olimpiai bajnok Maurice Greene az elődöntőben kiesett, így a döntőnek nem volt egyértelmű favoritja. Végül a nagyon szoros döntőben Collins egyetlen századmásodperccel előzte meg Brownt, Campbellt és a negyedik helyen végző Dwain Chambers-t is. A negyeddöntők emlékezetes pillanata volt, amikor a hibás rajt miatt kizárt amerikai Jon Drummond sokáig nem volt hajlandó elhagyni a pályát. Utóbb kiderült, az őt kizáró döntés hibás volt, hiszen nem rontotta el a rajtját. |             | |             |                                                                                       |              |
| 200 m           | John Capel · Egyesült Államok | 20,30       | Darvis Patton · Egyesült Államok                                                                        | 20,31       | Szuecugu Singo · Japán                                                                | 20,38        |
| 200 m           | Nagyon szoros befutó után született kettős amerikai győzelem. John Capel azután nyerte e világbajnoki címet, hogy a 2000-es olimpián a döntőben azt hitte, visszalőtték a rajtot, így ott utolsó lett. Capel az amerikaifutballban is próbálta kamatoztatni gyorsaságát, de viszonylag kevés sikert aratott két csapatában, a Chicago Bears-nél és a Kansas City Chiefs-nél. |             | |             |                                                                                       |              |
| 400 m           | Jerome Young · Egyesült Államok | 44,50 SB    | Tyree Washington · Egyesült Államok                                                                     | 44,77       | Marc Raquil · Franciaország                                                           | 44,79 NR     |
| 400 m           | Noha a döntő esélyese Washington volt, az egykori jamaicai Young tiszta győzelmet aratott. A párizsi közönség favoritja Raquil volt, aki az utolsó száz méter előtt még a mezőny végén volt, de hatalmas hajrával az utolsó métereken elérte a dobogót. A győztes Young ugyan 1999-ben megbukott egy doppingellenőrzésen, később az amerikai atlétikai szövetség engedte versenyezni, így 2000-ben olimpiai bajnok lett a 4 × 100-as váltó tagjaként.                                                                           |             | |             |                                                                                       |              |
| 800 m           | Dzsabír Szaíd-Gerni · Algéria | 1:44,81     | Jurij Borzakovszkij · Oroszország                                                                       | 1:44,84     | Mbulaeni Mulaudzi · Dél-afrikai Köztársaság                                           | 1:44,90      |
| 800 m           | A mindig hatalmas hajrával a mezőny végéről felzárkózó Borzakovszkij ezúttal néhány századmásodperccel kikapott algériai riválisától. |             | |             |                                                                                       |              |
| 1500 m          | Hisám el-Gerúzs · Marokkó | 3:31,77     | Mehdi Baala · Franciaország                                                                             | 3:32,31     | Ivan Heshko · Ukrajna                                                                 | 3:33,17      |
| 1500 m          | Hatalmas hajrával győzte le a világcsúcstartó marokkói el-Gerúzs a hazai pályán versenyző Baalát, ezzel megszerezte egymást követő negyedik világbajnoki címét 1500 méteren. |             | |             |                                                                                       |              |
| 5000 m          | Eliud Kipchoge · Kenya | 12:52,79 CR | Hisám el-Gerúzs · Marokkó                                                                               | 12:52,83    | Kenenisa Bekele · Etiópia                                                             | 12:53,12     |
| 5000 m          | Mindössze négy századmásodperccel kapott ki az 1500-on győztes el-Gerúzs, így nem sikerült dupláznia. |             | |             |                                                                                       |              |
| 10 000 m        | Kenenisa Bekele · Etiópia | 26:49,57 CR | Haile Gebrselassie · Etiópia                                                                            | 26:50,77 SB | Sileshi Sihine · Etiópia                                                              | 27:01,44     |
| 10 000 m        | A versenyt az első perctől az utolsóig teljes kontrolljuk alatt tartották az etiópok. A korábban ebben a számban négyszeres világbajnok Gebrselassie végül kikapott a 21 éves, négyszeres mezeifutó-világbajnok Bekelétől. Ez a győzelem Bekele hosszú dominanciájának kezdete lett. |             | |             |                                                                                       |              |
| Maraton         | Jaouad Gharib · Marokkó | 2:08:31 CR  | Julio Rey · Spanyolország                                                                               | 2:08:38     | Stefano Baldini · Olaszország                                                         | 2:09:14      |
| 110 m gát       | Allen Johnson · Egyesült Államok | 13,12       | Terrence Trammell · Egyesült Államok                                                                    | 13,20 SB    | Liu Xiang · Kína                                                                      | 13,23        |
| 110 m gát       | Allen Johnson megvédte világbajnoki címét. |             | |             |                                                                                       |              |
| 400 m gát       | Félix Sanchez · Dominikai Köztársaság | 47,25 WL    | Joey Woody · Egyesült Államok                                                                           | 48,18 SB    | Periklís Iakovákis · Görögország                                                      | 48,24        |
| 400 m gát       | A címvédő Félix Sánchez hatalmas fölénnyel nyerte a döntőt, és védte meg címét. A dél-afrikai Llewellyn Herbert az ezüstérmes pozícióban futott, de az utolsó gátban elesett, így végül nyolcadik, utolsó lett. |             | |             |                                                                                       |              |
| 3000 m akadály  | Saif Saaeed Shaheen · Katar | 8:04,39     | Ezekiel Kemboi · Kenya                                                                                  | 8:05,11     | Eliseo Martin · Spanyolország                                                         | 8:09,09 PB   |
| 3000 m akadály  | A kenyai Stephen Cherono a világbajnokság előtt néhány héttel kapta csak meg a katari állampolgárságot. Győzelmével új hazája első világbajnoki érmét szerezte. Korábbi honfitársát, a kenyai Kemboit csak az utolsó métereken tudta megverni. A spanyol Martín bronzérmével 1993 után az első európai lett, aki ebben a versenyszámban érmet tudott szeretni. |             | |             |                                                                                       |              |
| 20 km gyaloglás | Jefferson Pérez · Ecuador | 1:17:21 WBP | Francisco Fernández · Spanyolország                                                                     | 1:18:00 SB  | Roman Raszkazov · Oroszország                                                         | 1:18:07 SB   |
| 20 km gyaloglás | Ecuador első világbajnoki érmét szerezte Jefferson Pérez. Az atlantai olimpiai bajnok Pérez az utolsó kilométeren előzte meg a sokáig élen álló Fernándezt. Eredménye a világ legjobb eredménye, csak azért nem neveztetik világcsúcsnak, mert ebben a versenyszámban (a különböző terepviszonyok miatt) nem tartanak számon hivatalos világcsúcsokat. |             | |             |                                                                                       |              |
| 50 km gyaloglás | Robert Korzeniowski · Lengyelország | 3:36:03 WBP | German Szkurigin · Oroszország                                                                          | 3:36:42 NR  | Andreas Erm · Németország                                                             | 3:37:46 NR   |
| 50 km gyaloglás | A címvédő Korzeniowski végig uralta a versenyt, és magabiztos győzelmének időeredménye a világ legjobb eredménye. |             | |             |                                                                                       |              |
| 4 × 100 m váltó | Egyesült Államok · John Capel, · Bernard Williams, · Darvis Patton, · Joshua J. Johnson | 38,06       | Brazília · Vicente de Lima, · Edson Luciano Ribeiro, · André Domingos da Silva, · Cláudio Roberto Souza | 38,26 SB    | Hollandia · Timothy Beck, · Troy Douglas, · Patrick van Balkom, · Caimin Douglas      | 38,87        |
| 4 × 100 m váltó | A brit váltó (Christian Malcolm, Darren Campbell, Marlon Devonish, Dwain Chambers) szoros versenyben (38,08) a második lett, utóbb azonban Chambers doppingesete miatt törölték az eredményüket. |             | |             |                                                                                       |              |
| 4 × 400 m váltó | Franciaország · Leslie Djhone, · Naman Keïta, · Stéphane Diagana, · Marc Raquil | 2:58,96 NR  | Jamaica · Brandon Simpson, · Danny McFarlane, · Davian Clarke, · Michael Blackwood                      | 2:59,60 SB  | Bahama-szigetek · Avard Moncur, · Dennis Darling, · Nathaniel McKinney, · Chris Brown | 3:00,53 SB   |
| 4 × 400 m váltó | Az eredetileg győztes (2:58,88) amerikai váltót (Calvin Harrison, Tyree Washington, Derrick Brew, Jerome Young) utóbb Harrison doppingolása miatt kizárták a versenyből. |             | |             |                                                                                       |              |
| Magasugrás      | Jacques Freitag · Dél-afrikai Köztársaság | 235 cm SB   | Stefan Holm · Svédország                                                                                | 232 cm      | Mark Boswell · Kanada                                                                 | 232 cm SB    |
| Magasugrás      | A 232 cm-t még hárman teljesítették, a 21 éves Freitag volt az egyetlen, aki a következő magasságot is át tudta ugrani. |             | |             |                                                                                       |              |
| Rúdugrás        | Giuseppe Gibilisco · Olaszország | 590 cm NR   | Okkert Brits · Dél-afrikai Köztársaság                                                                  | 585 cm SB   | Patrik Kristiansson · Svédország                                                      | 585 cm PB    |
| Rúdugrás        | Gibilisco a versenyt megelőzően soha nem végzett jobb helyen komolyabb nemzetközi versenyen tizedik helynél, győzelmét országos csúccsal szerezte meg. A verseny előtt fő esélyesnek tűnő Alekszandr Averbuh és Romain Mesnil a selejtezőben kiesett, a címvédő ausztrál Dmitri Markov a negyedik helyen végzett. |             | |             |                                                                                       |              |
| Távolugrás      | Dwight Phillips · Egyesült Államok | 832 cm      | James Beckford · Jamaica                                                                                | 828 cm SB   | Yago Lamela · Spanyolország                                                           | 822 cm       |
| Távolugrás      | A négyszeres győztes kubai Iván Pedroso és a legutóbbi ezüstérmes amerikai Savanté Stringfellow a selejtezőben kiesett. Részben ennek is köszönhetően nagyon kiegyenlített verseny zajlott, az ötödik körben háromszor is változott az élen álló személye. Végül minden idők legszorosabb távolugró világbajnoki végeredménye született amerikai győzelemmel. |             | |             |                                                                                       |              |
| Hármasugrás     | Christian Olsson · Svédország | 17,72 m     | Yoandri Betanzos · Kuba                                                                                 | 17,28 m SB  | Leevan Sands · Bahama-szigetek                                                        | 17,26 m      |
| Hármasugrás     | A címvédő és világcsúcstartó brit Jonathan Edwards a selejtezőből még továbbjutott, a döntőben azonban sérülés miatt már nem vett részt, és be is fejezte pályafutását. A győzelmet a 2002-es Európa-bajnok svéd Olsson szerezte meg, aki Edwards 1995-ös göteborgi győzelmét látva kezdett el hármasugrással foglalkozni. |             | |             |                                                                                       |              |
| Súlylökés       | Andrej Mihnyevics · Fehéroroszország | 21,69 m PB  | Adam Nelson · Egyesült Államok                                                                          | 21,26 m     | Jurij Bilonoh · Ukrajna                                                               | 21,10 m      |
| Súlylökés       | Mikhnevich néhány héttel a verseny előtt töltötte le doppingolás miatti kétéves eltiltását. Hat dobásából öt volt 21 méternél nagyobb. A háromszoros világbajnok amerikai John Godina csak a kilencedik helyen végzett. |             | |             |                                                                                       |              |
| Diszkoszvetés   | Virgilijus Alekna · Litvánia | 69,69 m SB  | Fazekas Róbert · Magyarország                                                                           | 69,01 m     | Vaszilij Kaptyuh · Fehéroroszország                                                   | 66,51 m SB   |
| Diszkoszvetés   | Az ötszörös világbajnok német Lars Riedel nem tudta a rekordnak számító hatodik címet megszerezni, csak negyedik lett. A győzelmet a 2000-es olimpia bajnoka, a litván Alekna szerezte meg. |             | |             |                                                                                       |              |
| Kalapácsvetés   | Ivan Tyihon · Fehéroroszország | 83,05 m     | Annus Adrián · Magyarország                                                                             | 80,36 m     | Murofusi Kódzsi · Japán                                                               | 80,12 m      |
| Kalapácsvetés   | Tyihon hatalmas fölénnyel nyert. |             | |             |                                                                                       |              |
| Gerelyhajítás   | Szergej Makarov · Oroszország | 85,44 m     | Andrus Värnik · Észtország                                                                              | 85,17 m     | Boris Henry · Németország                                                             | 84,74 m      |
| Tízpróba        | Tom Pappas · Egyesült Államok | 8750 pont   | Roman Šebrle · Csehország                                                                               | 8634 pont   | Dmitrij Karpov · Kazahsztán                                                           | 8374 pont NR |

### Női
| Versenyszám     | Arany | Arany        | Ezüst                                                                                             | Ezüst        | Bronz                                                                               | Bronz        |
| --------------- | --- | ------------ | ------------------------------------------------------------------------------------------------- | ------------ | ----------------------------------------------------------------------------------- | ------------ |
| 100 m           | Torri Edwards · Egyesült Államok | 10,93 PB     | Zsanna Pintuszevics · Ukrajna                                                                     | 10,99 SB     | Chandra Sturrup · Bahama-szigetek                                                   | 11,02        |
| 100 m           | Az afgán Lima Azimi (18,37) volt az első női sportoló, aki afgán színekben versenyzett a tálib rendszer bukása után.                                                                |              |                                                                                                   |              |                                                                                     |              |
| 200 m           | Anasztaszija Kapacsinszkaja · Oroszország | 22,38 PB     | Torri Edwards · Egyesült Államok                                                                  | 22,47        | Muriel Hurtis · Franciaország                                                       | 22,59        |
| 400 m           | Ana Guevara · Mexikó | 48,89 WL     | Lorraine Fenton · Jamaica                                                                         | 49,43 SB     | Amy Mbacké Thiam · Szenegál                                                         | 49,95 SB     |
| 800 m           | Maria Mutola · Mozambik | 1:59,89      | Kelly Holmes · Nagy-Britannia                                                                     | 2:00,18      | Natalja Hruscseljova · Oroszország                                                  | 2:00,29      |
| 1500 m          | Tatyana Tomasova · Oroszország | 3:58,52 CR   | Sureyya Ayhan · Törökország                                                                       | 3:59,04      | Hayley Tullett · Nagy-Britannia                                                     | 3:59,95 PB   |
| 5000 m          | Tirunesh Dibaba · Etiópia | 14:51,72     | Marta Dominguez · Spanyolország                                                                   | 14:52,26     | Edith Masai · Kenya                                                                 | 14:52,30     |
| 10 000 m        | Berhane Adere · Etiópia | 30:04,18 CR  | Werknesh Kidane · Etiópia                                                                         | 30:07,15 PB  | Sun Yingjie · Kína                                                                  | 30:07,20 PB  |
| Maraton         | Catherine Ndereba · Kenya | 2:23,55 CR   | Nogucsi Mizuki · Japán                                                                            | 2:24,14      | Csiba Maszako · Japán                                                               | 2:25,09      |
| 100 m gát       | Perdita Felicien · Kanada | 12,53 NR     | Brigitte Foster · Jamaica                                                                         | 12,57        | Miesha McKelvy · Egyesült Államok                                                   | 12,67        |
| 400 m gát       | Jana Pittman · Ausztrália | 53,22 PB     | Sandra Glover · Egyesült Államok                                                                  | 53,65 SB     | Julija Pecsonkina · Oroszország                                                     | 53,71        |
| 20 km gyaloglás | Jelena Nyikolajeva · Oroszország | 1:26:52 CR   | Gillian O’Sullivan · Írország                                                                     | 1:27:34      | Valentyina Cibulszkaja · Fehéroroszország                                           | 1:28:10 NR   |
| 4 × 100 m váltó | Franciaország · Patricia Girard-Léno · Muriel Hurtis · Sylviane Felix · Christine Arron                                                                                             | 41,78 WL     | Egyesült Államok · Angela Williams · Chryste Gaines · Inger Miller · Torri Edwards                | 41,83 SB     | Oroszország · Olga Fjodorova · Julija Tabakova · Marina Kiszlova · Larisza Kruglova | 42,66        |
| 4 × 400 m váltó | Egyesült Államok · Demetria Washington · Jearl Miles-Clark · Me’Lisa Barber · Sanya Richards                                                                                        | 3:22,63 WL   | Oroszország · Anasztaszija Kapacsinszkaja · Natalja Nazarova · Oleszja Zikina · Julija Pecsonkina | 3:22,91 SB   | Jamaica · Allison Beckford · Lorraine Fenton · Ronetta Smith · Sandie Richards      | 3:22,92 SB   |
| Távolugrás      | Eunice Barber · Franciaország | 699 cm SB    | Tatyana Kotova · Oroszország                                                                      | 674 cm       | Anju Bobby George · India                                                           | 670 cm SB    |
| Hármasugrás     | Tatyana Lebegyeva · Oroszország | 15,18 m SB   | Françoise Mbango Etone · Kamerun                                                                  | 15,05 m AR   | Magdelin Martinez · Olaszország                                                     | 14,90 m NR   |
| Magasugrás      | Hestrie Cloete · Dél-afrikai Köztársaság | 206 cm WL    | Marina Kupcova · Oroszország                                                                      | 200 cm       | Kajsa Bergqvist · Svédország                                                        | 200 cm       |
| Rúdugrás        | Szvetlana Feofanova · Oroszország | 475 cm CR    | Annika Becker · Németország                                                                       | 470 cm SB    | Jelena Iszinbajeva · Oroszország                                                    | 465 cm       |
| Súlylökés       | Szvetlana Krivelyjova · Oroszország | 20,63 m      | Nadzeja Asztapcsuk · Fehéroroszország                                                             | 20,12 m PB   | Vita Pavlys · Ukrajna                                                               | 20,08 m SB   |
| Diszkoszvetés   | Irina Jatcsenko · Fehéroroszország | 67,32 m SB   | Anastasia Kelesidou · Görögország                                                                 | 67,14 m SB   | Ekaterini Voggoli · Görögország                                                     | 66,73 m PB   |
| Kalapácsvetés   | Yipsi Moreno · Kuba | 73,33 m      | Olga Kuzenkova · Oroszország                                                                      | 71,71 m      | Manuela Montebrun · Franciaország                                                   | 70,92 m      |
| Gerelyhajítás   | Mirela Manjani · Görögország | 66,52 m WL   | Tatyana Sikolenko · Oroszország                                                                   | 63,28 m      | Steffi Nerius · Németország                                                         | 62,70 m      |
| Hétpróba        | Carolina Klüft · Svédország | 7001 pont WL | Eunice Barber · Franciaország                                                                     | 6755 pont SB | Natalja Szazanovics · Fehéroroszország                                              | 6524 pont SB |
| Hétpróba        | Klüft a harmadik női versenyző, aki 7000 pont fölé jutott. A versenyen hatalmas fölényét az is okozta, hogy a hét számból hatban (és így az összetettben is) egyéni csúcsot ért el. |              |                                                                                                   |              |                                                                                     |              |